# Waterford Regional Sports Centre
 (avril 2025).
Le Waterford Regional Sports Centre, souvent dénommé RSC, est un stade de football situé dans la ville de Waterford, en Irlande. Il est la propriété du Waterford City and County Council et a comme club résident, le club professionnel de la ville, le Waterford Football Club.
Le Waterford FC occupe le stade depuis la saison 1993-1994 date à laquelle il quitte son stade historique Kilcohan Park.
Le complexe sportif  comprend le stade de football mais aussi un parcours de pitch and putt de 18 trous, des terrains de football, des courts de tennis et un parc de skateboard.
Le terrain de football est entouré d'une piste d’athlétisme. Il est entouré de deux tribunes proposant des places assises : le Cork Road West Stand ouvert en mai 1996 avec une capacité d'accueil de 1 275 places et le Kilbarry side East Stand ouvert en 2008 avec 1 760 places assises et qui va être agrandi pour proposer jusqu'à 3 100 places. Le club et le Comté étudient la possibilité de restructurer le West strand pour le porter à 5 000 places.
Le record d'affluence date d'avril 1997 : 8 500 personnes ont ce jour-là payé pour assister à une demi-finale de Coupe d'Irlande entre Waterford et Shelbourne FC C'est Shelbourne qui c'est imposé sur le score de 2 buts à 1.